# シーカ (刀剣)

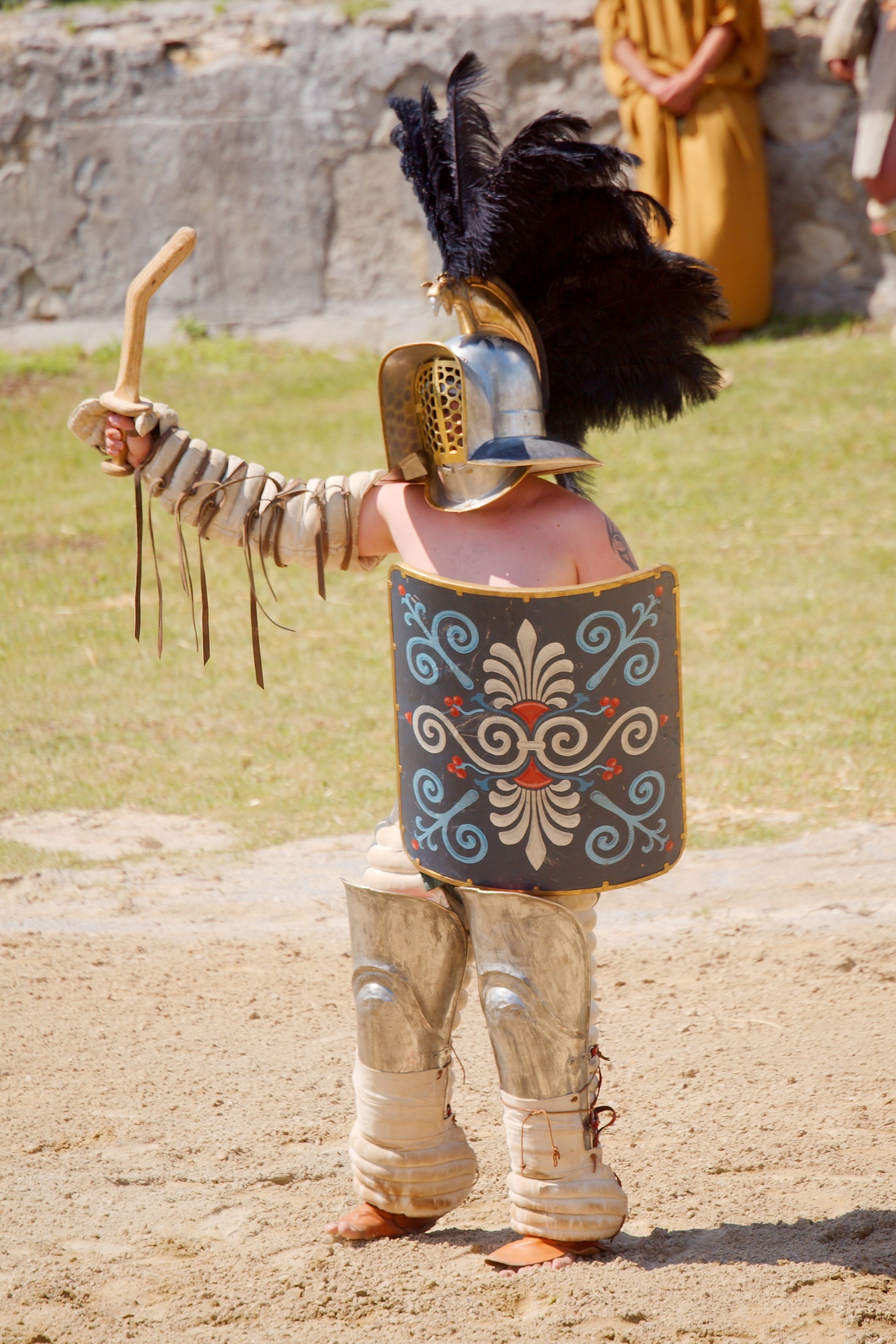
シーカ（木製）を構えるトラキア風剣闘士（トライクス）

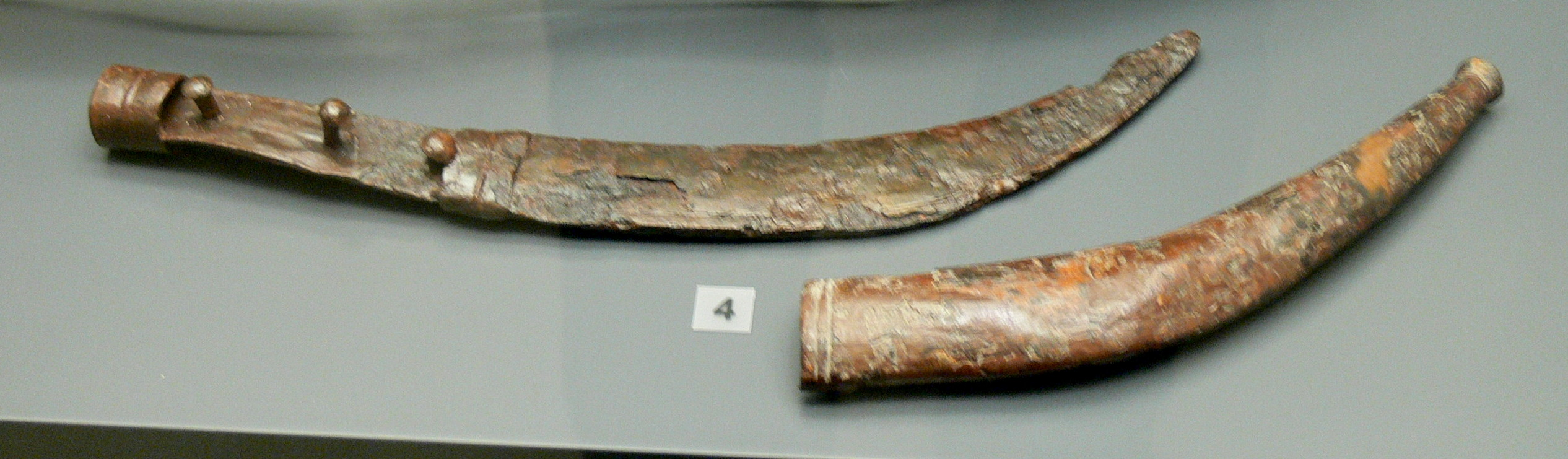
紀元前1世紀のダキア人の墓地から発掘されたシーカと鞘（ミュンヘンケルト博物館）

シーカ（ラテン語: Sica）は、トラキア人、イリュリア人が使用したことで知られる、古代ローマの短刀。

## 語源
古代ギリシャ・ローマ事典（Dictionnaire des Antiquités Grecques et Romaines）では語源をインド・ヨーロッパ祖語のSek-（分割、切断等を意味する接頭辞）と推定しているが、オランダの言語学者ミヒル・ド・ヴァンはSekが接頭辞として扱われることはないとしている。また、アルバニア祖語のtsikā（ナイフを意味するアルバニア語thikëの語源）、イリュリア語経由でインド・ヨーロッパ祖語のḱey-（鋭利にする）の可能性も指摘されている。

## 形状
形状から3つの形式に分類可能である。
第一の形式は特徴がはっきりしており、短く鋭い切っ先に続く刀身の中央部直前で屈曲、僅かに反りの入った刀身が短い中子に続いている。通常中子は三角形であり、刀身にほど近い位置に目釘による固定用の穴が開けられている。刀身には刀身彫りが施され、樋は深く彫られている。一般的に共通してみられる特徴は、大きさと形状である。
第二の形式は、形態的には大きく変わるものではなく、第一のそれほど特徴がはっきりしていないが、より刀身が長く、樋もまたそれに沿っており、ほとんどの場合中子は短い三角形状である。
第三の形式は、数多く製造されたもので、多数集めて特徴づけたところ、長い刀身、大抵は簡素な作りで、装飾は円または線もしくはその双方であり、樋を備え、さらに円筒状の鍔と、柄と同サイズの中子を有している。これらの特徴は、全てを備えているものも、一つないし複数の特徴を備えているものもある。標準化された形跡があり、長さ30から40cm、幅約3cmとなっている。時系列的には、紀元前2世紀から紀元前1世紀にかけてのものである。

## 古代ローマ
古代ローマでは、暗殺者を指す語としてシカリウス（Sicarius）が存在した。また、第三次奴隷戦争で縮小されるまで、トラキア風の剣闘士トライクスも存在していた。
短い曲刀は、地中海沿岸の多くの民族で用いられたが、ローマ人はイリュリア人の暗殺者（Sicarius）が用いる武器と見なしていた。（John Wilkes）